# تپه لارآراسی۳
تپه لاراّراسی۳ مربوط به دوران‌های تاریخی پس از اسلام است و در شهرستان بوئین‌زهرا، بخش آوج، روستای سنگاوین واقع شده و این اثر در تاریخ ۲۵ اسفند ۱۳۸۰ با شمارهٔ ثبت ۵۵۳۲ به‌عنوان یکی از آثار ملی ایران به ثبت رسیده است.